# Нота (фильм)
Нота — фильм режиссёра Олега Дормана о музыканте Рудольфе Баршае. Фильм был снят в 2010 году, показан на телеканале «Культура» в апреле 2012 года.
Как и предыдущая работа О. Дормана, фильм «Подстрочник», «Нота» представляет собой, по большей части, смонтированную запись беседы с главным героем ленты. Интервью было записано в швейцарской коммуне Рамлинсбург, где жил Баршай, незадолго до его смерти в возрасте 86 лет. По словам продюсера фильма Феликса Дектора,

Музыкант был слаб и немощен — это видно на экране, — но говорил охотно, его не смущала камера. Мы не были уверены, что из этого монолога можно сделать фильм, но было ясно: снимаем Баршая сейчас… или никогда. Стали работать. Купили пенопластовые плиты, покрыли мебель белыми скатертями — это заменяло нам светоотражатели. Условия, в общем, те ещё. Утешала мысль: не получится картина, так останется хотя бы материал для любителей музыки и профессионалов.